# Saint-Éloy-les-Tuileries
Saint-Éloy-les-Tuileries är en kommun i departementet Corrèze i regionen Nouvelle-Aquitaine i de centrala delarna av Frankrike. Kommunen ligger  i kantonen Lubersac som tillhör arrondissementet Brive-la-Gaillarde. År 2022 hade Saint-Éloy-les-Tuileries 111 invånare.

## Befolkningsutveckling
Antalet invånare i kommunen Saint-Éloy-les-Tuileries
Referens:INSEE